# Жозе Коусейру
Жозе Жуліу де Карвалью Пейротеу Мартінс Коусейру (порт. José Júlio de Carvalho Peyroteo Martins Couceiro, нар. 4 жовтня 1962, Лісабон, Португалія) — португальський футболіст, що грав на позиції захисника. По завершенні ігрової кар'єри — тренер. З 2018 року працює технічним директором федерації футболу Португалії.

## Ігрова кар'єра
У дорослому футболі дебютував 1981 року виступами за команду клубу «Монтіжу», в якій провів один сезон. 
Своєю грою за цю команду привернув увагу представників тренерського штабу клубу «Баррейренсі», до складу якого приєднався 1982 року. Відіграв за клуб Баррейру наступні три сезони своєї ігрової кар'єри.
Згодом з 1985 по 1991 рік грав у складі команд клубів «Атлетіку» (Лісабон), «Торреенсе» та «Орієнталь».
Завершив професійну ігрову кар'єру у клубі «Ештрела», за команду якого виступав протягом 1991—1992 років.

## Кар'єра тренера
Розпочав тренерську кар'єру 2002 року, очоливши тренерський штаб клубу «Алверка», де пропрацював з 2002 по 2004 рік.
2004 року став головним тренером команди «Віторія» (Сетубал), тренував клуб з Сетубала один рік.
Згодом, 2005 року очолював тренерський штаб клубу «Порту».
2006 року прийняв пропозицію попрацювати у Молодіжній збірній Португалії. Залишив молодіжну збірну Португалії через рік.
2008 року був запрошений керівництвом клубу ФБК «Каунас» очолити його команду, з якою пропрацював неповний сезон. Того ж року залишив Каунас, щоб стати головним тренером збірної Литви, з якою пропрацював два роки. За цей час у команди були важливі перемоги над Румунією в Клужі 3-0 та над Австрією 2-0. Проте йому не вдалось вивести Литву на чемпіонат світу.
2011 року тимчасово очолював тренерський штаб команди «Спортінг».
Того ж року став головним тренером команди «Локомотив» (Москва), тренував московських залізничників один рік.
Згодом протягом 2013–2014 років очолював тренерський штаб клубу «Віторія» (Сетубал).
Протягом тренерської кар'єри також очолював команди клубів «Белененсеш», «Ґазіантепспор» та «Ешторіл Прая».
З 2016 по 2018 рік очолював тренерський штаб команди «Віторія» (Сетубал).
2018 року став технічним директором федерації футболу Португалії.